# أندريه كابيتيانسيوك
أندريه كابيتيانسيوك (بالرومانية: Andrei Capitanciuc)‏ (مواليد 28 مايو 1985) هو سبّاح مولدوفي، مثّل بلاده في الألعاب الأولمبية الصيفية 2004.

## روابط خارجية
أندريه كابيتيانسيوك على موقع الاتحاد الدولي للسباحة (الإنجليزية)
- أندريه كابيتيانسيوك على موقع أوليمبيديا (الإنجليزية)